# 고자와 류키
고자와 류키(일본어: 小澤 竜己, 1988년 2월 6일 ~ )는 일본의 축구 선수이다.

## 구단 경력
과거 FC 도쿄, 가이나레 돗토리, 블라우블리츠 아키타에서 활동하였다.